# غار تنگزین
غار تنگزین مربوط به دوران پارینه‌سنگی جدید - دوران فرادیرینه‌سنگی است و در شهرستان هرسین، بخش بیستون، دهستان چمچمال، ۱۵۰۰ متری جنوب غربی روستای نجوبران واقع شده و این اثر در تاریخ ۲۶ اسفند ۱۳۸۷ با شمارهٔ ثبت ۲۵۷۲۵ به‌عنوان یکی از آثار ملی ایران به ثبت رسیده است.